# バスタニー・ソンナティー

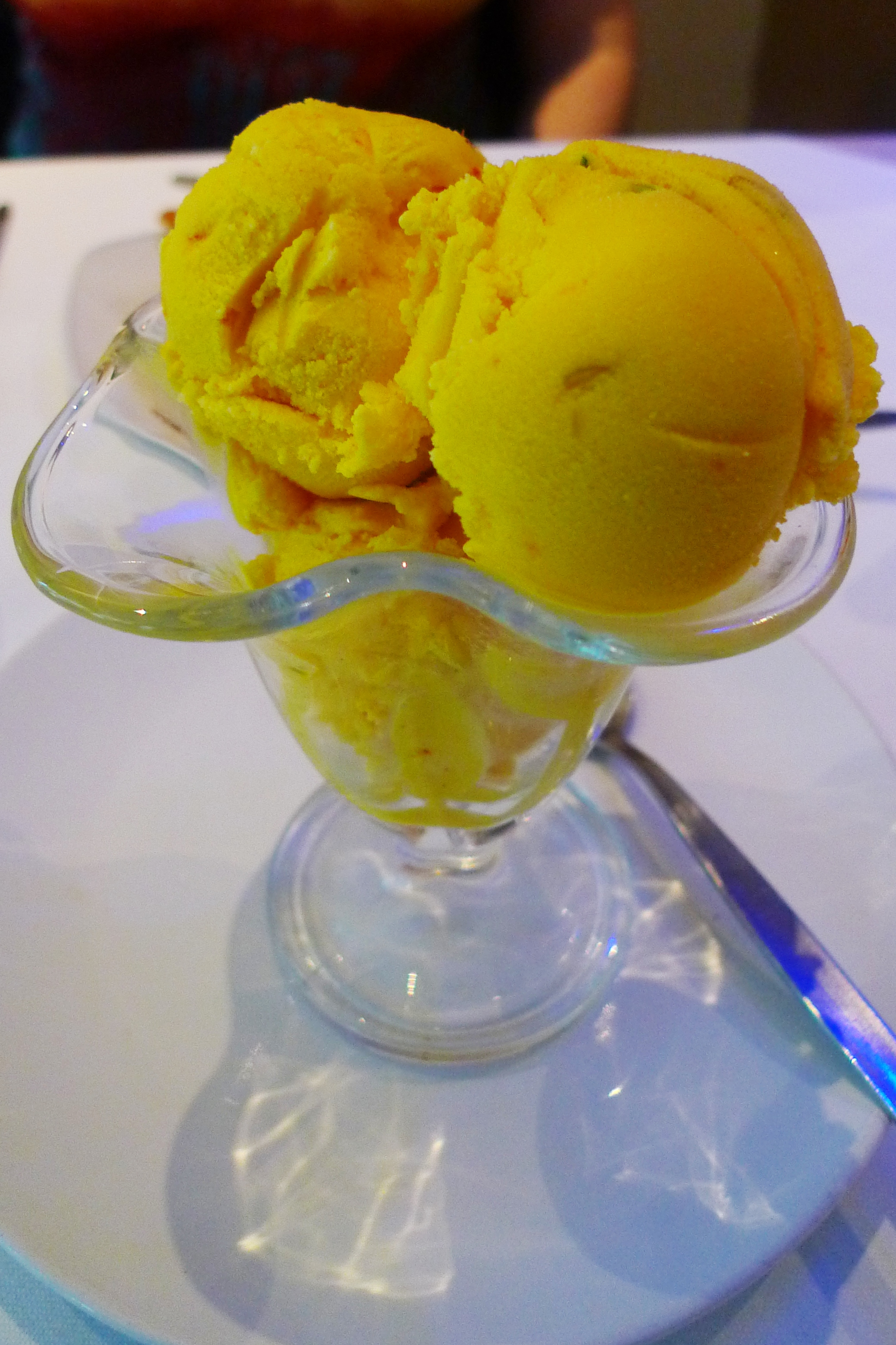
バスタニー・ソンナティーの例

バスタニー・ソンナティー（ペルシア語: بستنی سنتی、bastani sonnati）は、イランの伝統的な冷菓。「バスタニー」は「アイスクリーム」。「ソンナティー」は「伝統的な」の意である。サフランを用いているため、バスタニー・ソンナティー・ザアフェラニ（ペルシア語: بستنی سنتی زعفرانی、bastani sonnati zaferani）とも呼ぶ。
バスタニ・ソンナティとも。

## 概要

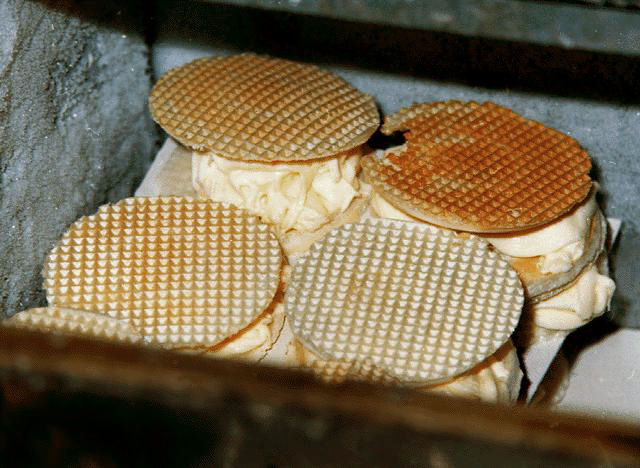
ワッフルのような生地にバスタニー・ソンナティーを挟む

サフラン、ピスタチオ、ローズウォーターを使ったアイスクリームである。
しゃりしゃりとした食感があるが、これは板状に凍らせた生クリームを割って混ぜ入れることによるものである。昔は牛乳は脂肪分を均質化することができず、生乳に含まれる脂肪球の大きさにばらつきがあったことから、作ったアイスクリームには凍った脂肪の塊ができ、独特の食感を生んでいた。今日の牛乳は乳脂肪が全体に均一に含まれるように加工されており（牛乳#ホモジナイズ参照）、脂肪の塊ができなくなったため、昔ながらの味を再現するための工夫である。
日本の最中の皮にも例えられるような薄い、味のないワッフル状の生地にはさんで食べられることもある。
イランでは、屋台やカフェなどでも食べられている。

## 歴史
バスタニー・ソンナティーの起源は、紀元前500年代、アケメネス朝ペルシアにまでさかのぼる。さまざまなシロップを雪にかけたものは「シャルバット」と呼ばれ、今日のシャーベットやソルベの起源ともなった。
紀元前400年代には、ファールーデが誕生した。